# Cuenca euroasiática

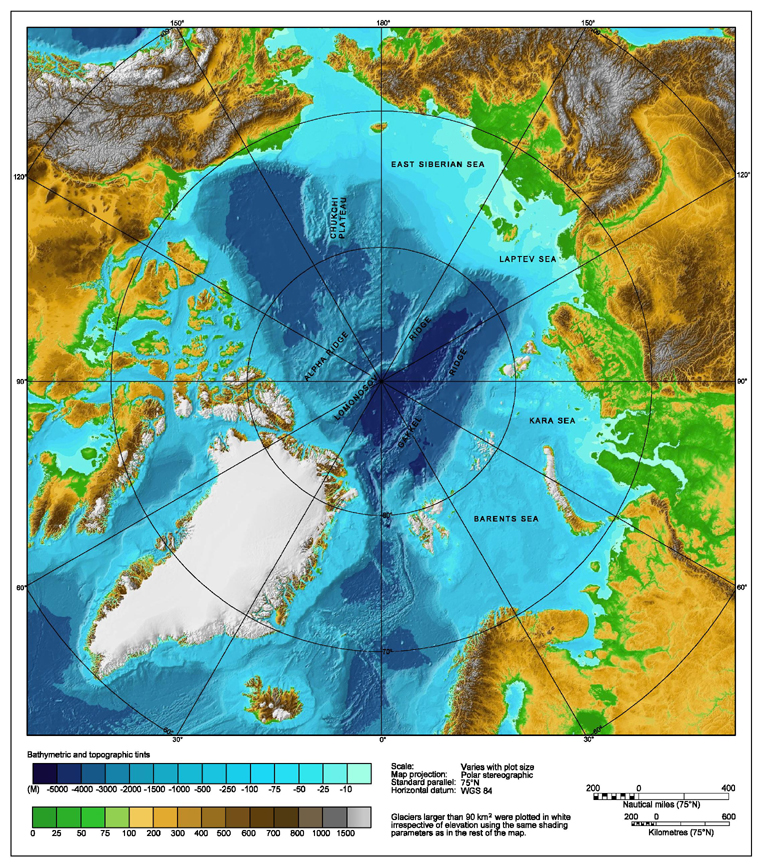
Mapa topográfico/batimétrico del océano Ártico y sus alrededores.

La cuenca euroasiática,  es una de las dos grandes cuencas en las que se divide la cuenca polar septentrional del océano Ártico está dividida por la dorsal de Lomonosov (la otra es la cuenca amerasiana). Es una extensión de la cuenca del Atlántico Norte. Se divide, a su vez, por la dorsal Nansen-Gakkel en dos: la cuenca de Nansen y la cuenca del Fram. Esta última cuenca es la más profunda de las del océano Ártico y en su suelo se ubica el polo Norte geográfico.
Su límite sur lo marca Groenlandia, el archipiélago Svalbard y la península de Taimir. Su profundidad máxima es de más de 12.780 pies (3895 metros). La plataforma continental alrededor de la cuenca euroasiática es muy estrecha, con una media de 23-58 millas (37-93 Kilómetros).
Se cree que es de origen cenozoico: se creó alrededor de hace 63 millones de años al extenderse el lecho marino.